# دانا سنايدر
دانا سنايدر (بالإنجليزية: Dana Snyder)‏ هو ممثل أمريكي، ولد في 14 نوفمبر 1973 في الولايات المتحدة.

## أعمال

### أفلام
- (2010) موسم صيد 3

## وصلات خارجية
- دانا سنايدر على موقع IMDb (الإنجليزية)
- دانا سنايدر على موقع ميوزك برينز (الإنجليزية)
- دانا سنايدر على موقع إن إن دي بي (الإنجليزية)
- دانا سنايدر على موقع قاعدة بيانات الفيلم (الإنجليزية)